# Isabelle Carré
Pour les articles homonymes, voir Carré (homonymie).
Ne doit pas être confondu avec Isabelle Caro.
Isabelle Carré est une actrice et écrivaine française, née le 28 mai 1971 dans le 12e arrondissement de Paris.
En 2003, elle obtient le César de la meilleure actrice pour son rôle dans Se souvenir des belles choses, ainsi que le Molière de la comédienne à deux reprises pour Mademoiselle Else (1999) et pour L'Hiver sous la table (2004).
En 2018, elle publie un premier roman, Les Rêveurs, chez Grasset, qu'elle lit ensuite à la Bibliothèque des voix. Un deuxième roman, Du côté des Indiens, paraît en 2020. Un troisième roman, Le jeu des si, paraît en 2022.

## Biographie

### Jeunesse et formation
Isabelle Carré est l'unique fille d'une fratrie de trois enfants. Son père qui a révélé tardivement son homosexualité est designer et a fondé une agence de design travaillant notamment pour les stylos Waterman ou pour Pierre Cardin. Sa mère est secrétaire de direction ; elle est issue de l'aristocratie vendéenne et vit de sa sculpture. Isabelle passe son enfance dans le 7e arrondissement de Paris avec ses deux frères : l'aîné Benoit Carré, auteur-compositeur et ex-membre de Lilicub, et Vincent.
À quatorze ans, elle se retrouve dans le service psychiatrique de l'hôpital Necker-Enfants malades après une tentative de suicide. Elle dit y découvrir le film Une femme à sa fenêtre, de Pierre Granier-Deferre, et conclut, après avoir été conquise par le jeu et les répliques de Romy Schneider, que devenir actrice lui apporte une solution à son hyperémotivité. Un an plus tard, elle quitte ses parents à la suite de leur séparation, pour vivre seule. Son père règle son loyer tandis qu'Isabelle Carré pose pour des photos pour les magazines Jeune et Jolie, OK, Podium pour gagner un peu d'argent. Elle s'oriente vers la comédie et suit alors des cours d'art dramatique à l'American Center, au cours Florent et au Studio Pygmalion[réf. nécessaire], tout en suivant sa scolarité au lycée Victor-Duruy. Elle joue son premier petit rôle au cinéma dans le film Romuald et Juliette de Coline Serreau en 1988.
En 1989, elle obtient son bac B, puis intègre l’École nationale supérieure des arts et techniques du théâtre (ENSATT). Elle commence rapidement une importante carrière théâtrale et cinématographique, alternant films grand public, films d'auteur, téléfilms et pièces de théâtre.

### Carrière

#### Débuts et révélation (années 1990)

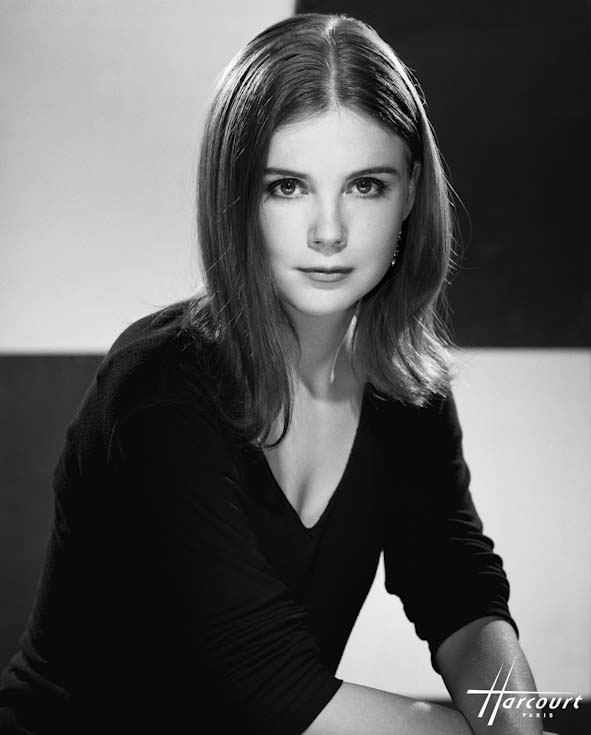
Portrait d'Isabelle Carré par le Studio Harcourt, en 1998.

En 1992, Isabelle Carré décroche son premier grand rôle au cinéma dans le film Beau fixe de Christian Vincent pour lequel elle est nommée au César du meilleur espoir féminin. Elle enchaîne dans le film à grand succès Le Hussard sur le toit de Jean-Paul Rappeneau, pour lequel elle est encore nommée aux César, puis dans Beaumarchais, l'insolent d’Édouard Molinaro en 1995.
En 1997, elle réalise un splendide jeu d'actrice dans La Femme défendue de Philippe Harel où elle est filmée en vue subjective de son amant, également narrateur du film. Elle occupe ainsi l'écran durant tout le film,. Cette prestation lui vaut le prix Romy-Schneider de l'espoir du cinéma français et une troisième nomination au César du meilleur espoir féminin. Elle remporte la même année le prix Gérard Philipe.
En 2000, elle joue dans À la folie... pas du tout de Lætitia Colombani, dans lequel elle interprète la compagne avocate de Samuel Le Bihan, que lui dispute Audrey Tautou.

#### Consécration (années 2000)
En 2003, Isabelle Carré reçoit le César de la meilleure actrice pour le film Se souvenir des belles choses de Zabou Breitman, où elle joue le rôle d’une jeune femme atteinte de la maladie d'Alzheimer.
En 2004, elle remporte le Molière de la meilleure comédienne pour son rôle dans la pièce de Roland Topor L'hiver sous la table, mise en scène par Zabou Breitman.
En 2006, elle est nommée pour le César de la meilleure actrice pour le film Entre ses mains d'Anne Fontaine, dans lequel elle joue aux côtés de Benoît Poelvoorde. Elle joue également de nouveau au théâtre dans Blanc d'Emmanuelle Marie sous la direction de Zabou Breitman, aux côtés de Léa Drucker qui interprète sa sœur sur la scène du théâtre de la Madeleine transformée en un champ de blé entourant une maison campagnarde.
En 2007, elle joue dans Anna M., de Michel Spinosa, avec Gilbert Melki et Anne Consigny. Elle joue l'un des rôles principaux de la comédie Tellement proches, en 2009.

#### Confirmation (années 2010)

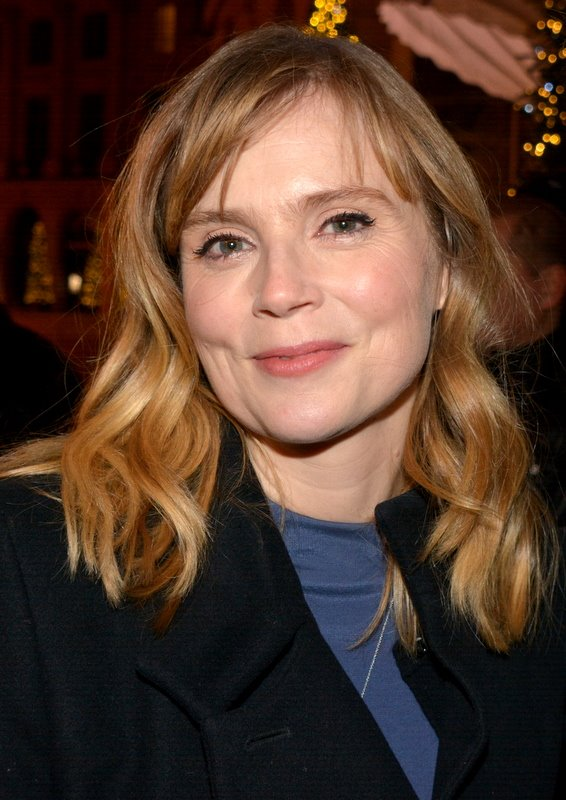
L'actrice au dîner des révélations des Césars 2016, pour Vingt et une nuits avec Pattie.

En 2011, Isabelle Carré partage l'affiche du drame Rendez-vous avec un ange avec Sergi López, puis, en 2012, fait partie du casting Des vents contraires, de Jalil Lespert, porté par Benoît Magimel. Elle est aux côtés de Pascal Elbé et de Laura Morante, également réalisatrice du film romantique La Cerise sur le gâteau. Autre trio pour la comédie dramatique Du vent dans mes mollets de Carine Tardieu, cette fois avec Agnès Jaoui et Denis Podalydès. Enfin, elle donne la réplique à Jean-Pierre Bacri et Kristin Scott Thomas pour la comédie dramatique Cherchez Hortense, mise en scène par Pascal Bonitzer.
En 2013, elle partage l'affiche de la comédie Cheba Louisa avec Rachida Brakni.
L'année 2014 la voit défendre trois films : elle est mariée à Sami Bouajila pour la comédie dramatique familiale Du goudron et des plumes, de Pascal Rabaté,, puis retrouve le réalisateur Jean-Pierre Améris pour jouer une religieuse dans le drame Marie Heurtin. Enfin, elle joue la mère de l'héroïne (jouée par Joséphine Japy) du drame psychologique Respire, réalisé par Mélanie Laurent.
En 2015, elle joue dans Vingt et une nuits avec Pattie avec André Dussollier et Karin Viard, puis porte sur ses épaules la comédie Les Chaises musicales et partage l'affiche de la comédie romantique Ange et Gabrielle avec Patrick Bruel. Enfin, elle joue une mère de famille nombreuse dans la comédie dramatique Paris-Willouby, au côté de Stéphane De Groodt, Alex Lutz et Joséphine Japy.
En 2016, elle joue dans le drame Le Cœur régulier, réalisé par Vanja d'Alcantara.
En 2017, elle apparaît dans la comédie dramatique Une vie ailleurs, où elle a pour partenaire Ramzy Bedia. Autre tandem avec un acteur habituellement comique : Comment j'ai rencontré mon père avec François-Xavier Demaison. Enfin, elle s'essaie à la comédie potache, c'est Garde alternée, aux côtés de Didier Bourdon et Valérie Bonneton.
Fin 2018, elle retrouve Bernard Campan, son partenaire de Se souvenir des belles choses, pour la pièce La Dégustation, écrite et mise en scène par Ivan Calbérac, qui obtient le Molière du meilleur spectacle comique aux Molières 2019.

### Vie privée
En août 2006, Isabelle Carré se marie avec le producteur de cinéma Bruno Pésery. Ils ont un fils en 2008, et deux filles nées respectivement en 2010 et 2012,. Ils sont aujourd'hui séparés.

### Influence et engagements
Isabelle Carré est marraine de l'association La chaîne de l'espoir,. En mai 2022, elle annonce être marraine de l'association SOS Village d'Enfants.
Elle faisait partie, en 2005, des cinquante trentenaires les plus influents en France selon le Figaro Magazine (octobre 2005)[réf. nécessaire] aux côtés notamment de Virginie Calmels, Marc-Olivier Fogiel, Hedi Slimane ou encore Matthieu Pigasse.
En septembre 2018, à la suite de la démission de Nicolas Hulot, elle signe avec Juliette Binoche et 198 autres personnalités la tribune contre le réchauffement climatique intitulée Le Plus Grand Défi de l'histoire de l'humanité, qui paraît en une du journal Le Monde.
En janvier 2019, après y avoir participé en tant que comédienne, elle participe comme auteure à l'édition 2019 du festival théâtral du Paris des femmes, fondé par Anne Rotenberg, Michèle Fitoussi et Véronique Olmi, qui met en lumière le fait que les femmes dramaturges en France sont encore cantonnées[Par qui ?] à occuper seulement 21 % de l'espace théâtral[Quoi ?]  contemporain. Aux côtés de huit autres écrivaines telles que Tania de Montaigne, Adélaïde Bon et Anna Mouglalis, Isabelle Carré y signe le court texte dramatique Cinquante pas dans l'allée pour le thème annuel « les Noces ». Elle explique que « c'est l’occasion de changer de rôle, d'écouter quelqu'un s’emparer de mes mots, et avant tout de faire entendre la voix des femmes ».

## Filmographie
Note : Il existe une comédienne homonyme, qui a tourné notamment Paulette, la pauvre petite milliardaire.[réf. nécessaire]

### Cinéma

#### Longs métrages

##### Années 1980
- 1989 : Romuald et Juliette de Coline Serreau : Valérie

##### Années 1990
- 1990 : La Reine blanche de Jean-Loup Hubert : Annie
- 1992 : Beau fixe de Christian Vincent : Valérie
- 1994 : Le Hussard sur le toit de Jean-Paul Rappeneau : la tutrice
- 1995 : Beaumarchais, l'insolent d'Édouard Molinaro : Rosine
- 1996 : Les Sœurs Soleil de Jeannot Szwarc : Murielle
- 1996 : La Femme défendue de Philippe Harel : Muriel
- 1997 : La Mort du Chinois de Jean-Louis Benoît : Lise
- 1998 : Superlove de Jean-Claude Janer : Marie-Hélène
- 1998 : Sentimental Education de C.S. Leigh : Isabel
- 1998 : Les Enfants du siècle de Diane Kurys : Aimée d'Alton
- 1999 : Les Enfants du marais de Jean Becker : Marie
- 1999 : La Bûche de Danièle Thompson : Annabelle
- 1999 : L'Envol de Steve Suissa : Julie

##### Années 2000
- 2000 : Ça ira mieux demain de Jeanne Labrune : Marie
- 2000 : Bella ciao de Stéphane Giusti : La Liberté, Marie
- 2001 : À la folie... pas du tout de Lætitia Colombani : Rachel
- 2001 : Mercredi, folle journée ! de Pascal Thomas : Antonella Lorca
- 2002 : Se souvenir des belles choses de Zabou Breitman : Claire Poussin
- 2002 : La Légende de Parva de Jean Cubaud : Parva (voix)
- 2002 : Éros thérapie de Danièle Dubroux : Catherine Hoffmann
- 2003 : Holy Lola de Bertrand Tavernier : Géraldine
- 2003 : Les Sentiments de Noémie Lvovsky : Édith
- 2004 : Entre ses mains d'Anne Fontaine : Claire Gauthier
- 2004 : L'Avion de Cédric Kahn : Catherine
- 2006 : Cœurs d'Alain Resnais : Gaëlle
- 2006 : Anna M. de Michel Spinosa : Anna M.
- 2006 : Quatre Étoiles de Christian Vincent : Franssou
- 2007 : Cliente de Josiane Balasko : Fanny
- 2007 : Le Renard et l'Enfant de Luc Jacquet : la narratrice (voix)
- 2008 : Les Bureaux de Dieu de Claire Simon
- 2008 : Musée haut, musée bas de Jean-Michel Ribes : Carole Province
- 2009 : Tellement proches d'Éric Toledano et Olivier Nakache : Nathalie

##### Années 2010
- 2010 : Le Refuge de François Ozon : Mousse
- 2010 : Les Émotifs anonymes de Jean-Pierre Améris : Angélique
- 2011 : Rendez-vous avec un ange de Yves Thomas et Sophie de Daruvar : Judith
- 2011 : Des vents contraires de Jalil Lespert : Josée Combe
- 2012 : La Cerise sur le gâteau de Laura Morante : Florence
- 2012 : Du vent dans mes mollets de Carine Tardieu : Catherine
- 2012 : Cherchez Hortense de Pascal Bonitzer : Aurore
- 2012 : Le Jour des corneilles de Jean-Christophe Dessaint : Manon (voix)
- 2013 : Cheba Louisa de Françoise Charpiat : Emma
- 2013 : Les Schtroumpfs 2 de Raja Gosnell : Vexy (voix française)
- 2014 : Du goudron et des plumes de Pascal Rabaté : Christine
- 2014 : Marie Heurtin de Jean-Pierre Améris : Sœur Sainte Marguerite
- 2014 : Respire de Mélanie Laurent : la mère de Charlie
- 2015 : Vingt et une nuits avec Pattie d'Arnaud et Jean-Marie Larrieu : Caroline Montez
- 2015 : Les Chaises musicales de Marie Belhomme : Perrine
- 2015 : Ange et Gabrielle de Anne Giafferi : Gabrielle
- 2015 : Paris-Willouby de Quentin Reynaud et Arthur Delaire : Claire Lacourt
- 2016 : Le Cœur régulier de Vanja d'Alcantara : Alice
- 2017 : Une vie ailleurs d'Olivier Peyon : Sylvie
- 2017 : Comment j'ai rencontré mon père de Maxime Motte : Ava Berthet
- 2017 : Garde alternée d'Alexandra Leclère : Virginie
- 2019 : L'Angle mort de Pierre Trividic et Patrick Mario Bernard : Viveka

##### Années 2020
- 2020 : Un vrai bonhomme de Benjamin Parent : Ariane[48]
- 2020 : L'Esprit de famille d'Éric Besnard : Roxane[49]
- 2020 : De Gaulle de Gabriel Le Bomin : Yvonne de Gaulle[50]
- 2021 : Délicieux d'Éric Besnard : Louise
- 2022 : La Dégustation d'Ivan Calbérac : Hortense
- 2022 : La Dérive des continents (au sud) de Lionel Baier : Nathalie Adler
- 2022 : Le Tourbillon de la vie d'Olivier Treiner : Anna
- 2023 : La Guerre des Lulus de Yann Samuell : Louison
- 2024 : Et plus si affinités d'Olivier Ducray et Wilfried Meance : Sophie
- 2024 : Le Larbin de Alexandre Charlot et Franck Magnier : Hélène
- 2024 : Prodigieuses de Frédéric et Valentin Potier : Catherine Vallois
- 2025 : La Fille d'un grand amour d'Agnès de Sacy : Ana
- 2025 : Les Rêveurs d'elle-même
- 2026 : Jean Valjean d'Éric Besnard : Baptistine

#### Courts métrages
- 1992 : Dober Man de Tim Southam : une employée
- 1998 : L'Amour flou de Denis Parent
- 1999 : De source sûre de Laurent Tirard
- 2000 : J'peux pas dormir... de Guillaume Canet : Julie
- 2000 : Le Goût du couscous de Claude Duty
- 2003 : Tout une histoire de Jean Rousselot : elle-même

#### Réalisatrice
- 2025 : Les Rêveurs

### Télévision

#### Téléfilms
- 1990 : Le Blé en herbe de Serge Meynard
- 1991 : La Maison vide de Denys Granier-Deferre : Claire
- 1991 : Ferbac, épisode Bains de jouvence de Marc Rivière : Sandra
- 1994 : La Musique de l'amour : Robert et Clara de Jacques Cortal : Clara Schumann
- 1996 : Tout ce qui brille de Lou Jeunet : Laurence
- 1997 : Viens jouer dans la cour des grands de Caroline Huppert : Babette
- 1998 : Le Cocu magnifique de Pierre Boutron : Stella
- 2002 : Un jour dans la vie du cinéma français (documentaire) : elle-même
- 2005 : Premiers pas (documentaire) : elle-même
- 2007 : Maman est folle de Jean-Pierre Améris : Sylvie
- 2009 : L'une chante, l'autre aussi (documentaire) d'Olivier Nicklaus : elle-même
- 2011 : Un, deux, trois, voleurs de Gilles Mimouni : Emma
- 2014 : Pas d'inquiétude de Thierry Binisti : Claire
- 2014 : La Vie à l'envers d'Anne Giafferi : Claire
- 2018 : Un adultère de Philippe Harel : Marie
- 2018 : Victor Hugo, ennemi d'État de Jean-Marc Moutout : Juliette Drouet
- 2019 : La Maladroite d'Éléonore Faucher : Céline Thibault
- 2021 : L'Enfant de personne d'Akim Isker : Agathe

#### Séries télévisées
- 1994 : Les Cinq Dernières Minutes : Émilie Potier (épisode Meurtre à l'université de Jean-Marc Seban)
- 1995 : Belle Époque : Laure (mini-série)

### Clip
- 2012 : J'ai peur des filles de Benoit Carré (ex Lilicub)

## Théâtre
- 1987 : Dialogues des carmélites de Georges Bernanos d'après Gertrud von Le Fort, Raymond Léopold Bruckberger, Philippe Agostini, mise en scène Gildas Bourdet, Comédie-Française : à l'Opéra de Lille, au Théâtre de la Porte-Saint-Martin
- 1989 : Les Filles de la voix de Jean-Jacques Varoujean, mise en scène Françoise Seigner, Théâtre des Célestins
- 1990 : Une nuit de Casanova d'Eduardo De Filippo, mise en scène Françoise Petit, Petit Marigny
- 1991 : Une nuit de Casanova de Franco Cuomo, mise en scène Françoise Petit, Théâtre de Nice
- 1990 : La Cerisaie d'Anton Tchekhov, mise en scène Jacques Rosny, Théâtre de la Madeleine
- 1992 : L'École des femmes de Molière, mise en scène Jean-Luc Boutté, Théâtre des Célestins, Théâtre de Nice, Théâtre Hébertot
- 1993 : On ne badine pas avec l'amour d'Alfred de Musset, mise en scène Jean-Pierre Vincent, Théâtre Nanterre-Amandiers
- 1993 : Il ne faut jurer de rien d'Alfred de Musset, mise en scène Jean-Pierre Vincent, Théâtre Nanterre-Amandiers
- 1993 : Le mal court de Jacques Audiberti, mise en scène Pierre Franck, Théâtre de l'Atelier
- 1994 : Le mal court de Jacques Audiberti, mise en scène Pierre Franck, Théâtre des Célestins
- 1995 : Dostoievsky va à la plage de Marc Antonio de la Parra, mise en scène Frank Hoffmann (de), Théâtre national de la Colline
- 1995 : Le Père humilié de Paul Claudel, mise en scène Marcel Maréchal, Théâtre du Rond-Point
- 1995 : Arloc de Serge Kribus, mise en scène Jorge Lavelli, Théâtre national de la Colline
- 1996 : Slaves de Tony Kushner, mise en scène Jorge Lavelli, Théâtre national de la Colline
- 1999 : Mademoiselle Else d'Arthur Schnitzler, mise en scène Didier Long, Petit Théâtre de Paris
- 2000 : Résonances de Katherine Burger, mise en scène Irina Brook, Théâtre de l'Atelier
- 2001 : La Tragédie d'Othello, le Maure de Venise de William Shakespeare, mise en scène Dominique Pitoiset, Théâtre national de Bretagne, Théâtre La Criée, Théâtre national de Chaillot
- 2001 : Léonce et Léna de Georg Büchner, mise en scène André Engel, Odéon-Théâtre de l'Europe
- 2002 : Hugo a deux voix, mise en scène Nicole Aubry, avec Romane Bohringer, Théâtre de l'Atelier
- 2003 : La nuit chante de Jon Fosse, mise en scène Frédéric Bélier-Garcia, Théâtre du Rond-Point
- 2004 : L'Hiver sous la table de Roland Topor, mise en scène Zabou Breitman, Théâtre de l'Atelier
- 2005 : L'Hiver sous la table de Roland Topor, mise en scène Zabou Breitman, Théâtre national de Nice
- 2006 : Blanc d'Emmanuelle Marie, mise en scène Zabou Breitman, Théâtre de la Madeleine
- 2007 : La Soupe de Kafka de Mark Crick, mise en scène Brice Cauvin, Théâtre de l'Atelier
- 2009 : Un garçon impossible de Petter S. Rosenlund, mise en scène Jean-Michel Ribes, Théâtre du Rond-Point
- 2010 : Une femme à Berlin d'après un texte anonyme, mise en scène Tatiana Vialle, Théâtre du Rond-Point
- 2011 : Une femme à Berlin d'après un texte anonyme, mise en scène Tatiana Vialle, Théâtre des Mathurins
- 2012 : Pensées secrètes de David Lodge, mise en scène Christophe Lidon, Théâtre Montparnasse
- 2015 : De l'influence des rayons gamma sur le comportement des marguerites de Paul Zindel, mise en scène Isabelle Carré, Théâtre de l'Atelier
- 2016 : Le sourire d'Audrey Hepburn de Clémence Boulouque, mise en scène Jérôme Kircher, Théâtre de l'Oeuvre
- 2017 : Honneur à notre élue de Marie NDiaye, mise en scène de Frédéric Bélier-Garcia, Théâtre du Rond Point
- 2018 : Baby de Jane Anderson, adaptation de Camille Japy, mise en scène Hélène Vincent, Théâtre de l'Atelier
- 2018 : Lettres à Felice de Franz Kafka, mise en scène Bertrand Marcos, Théâtre de l'Atelier
- 2019 - 2021 : La Dégustation de et mise en scène Ivan Calbérac, Théâtre de la Renaissance (Paris)
- 2020 : Détails de Lars Norén, mise en scène Frédéric Bélier-Garcia, Théâtre du Rond-Point
- 2022 : Biographie : un jeu de Max Frisch, mise en scène Frédéric Bélier-Garcia, Théâtre du Rond-Point
- 2022 : Les Amants de la Commune de Laurent Seksik, mise en scène Géraldine Martineau, théâtre Antoine
- 2022-2023 : La Campagne[51] de Martin Crimp, mise en scène Sylvain Maurice, Centre dramatique national de Sartrouville, Théâtre du Rond-Point, tournée
- 2024 : Biographie : un jeu de Max Frisch, mise en scène Frédéric Bélier-Garcia, théâtre Marigny
- 2024 : La serva amorosa de Carlo Goldoni, mise en scène Catherine Hiegel, Théâtre de la Porte Saint-Martin

## Pièce radiophonique
- En 2002, Isabelle Carré joue dans Toi, Osiris, drame radiophonique consacré au mythe d'Isis et d'Osiris de Patrick Grainville, réalisé par Anne Lemaître pour France Culture.

## Livres audio
Isabelle Carré prête sa voix à de nombreux livres audio, dont son premier roman :
- 2001 : Les beaux jours, Collectif, éditions De Vive voix.
- 2003
  - Claudine à l'école, de Colette, Éditions Thélème.
  - Claudine à Paris, de Colette, Éditions Thélème.
- 2004 : 
  - Le journal d'Adèle de Paule du Bouchet, Gallimard Jeunesse.
  - Vingt-quatre heures de la vie d'une femme de Stefan Zweig, Éditions Thélème.
- 2005 : 
  - La Jeune Fille à la perle (texte abrégé) de Tracy Chevalier, Gallimard ; rééd. 2016.
  - Le Patrimoine de la poésie pour les enfants : 31 poèmes sur les animaux, avec Rachida Brakni, Frémeaux & Associés.
- 2006 : Ariel de Sylvia Plath, coll. « La Bibliothèque des voix, éditions des femmes-Antoinette Fouque.
- 2007 : Anthologie poétique pour les enfants, avec Rachida Brakni et Elsa Zylberstein, Frémeaux & Associés.
- 2011 : L'Écume des jours de Boris Vian, Éditions Thélème.
- 2012 : Du domaine des Murmures de Carole Martinez, Écoutez Lire, Gallimard (EAN 9782070136766) - 1 CD MP3 de 5 heures.
- 2018 : 
  - Les Rêveurs d'Isabelle Carré, « La Bibliothèque des voix », éditions des femmes-Antoinette Fouque.
  - Arcadie d'Emmanuelle Bayamack-Tam, Écoutez-Lire, Gallimard.
- 2019 : 
  - Voix de femmes d'hier et d'aujourd'hui pour demain, anthologie de textes de femmes, avec Ariane Ascaride, Marie-Christine Barrault, Julie Debazac, Florence Delay, Lio et Dominique Reymond, « La Bibliothèque des voix », éditions des femmes-Antoinette Fouque.
  - L'intégrale de l'œuvre poétique de Charles Baudelaire, avec Éric Caravaca, Guillaume Gallienne, Denis Lavant, Michel Piccoli et Denis Podalydès, éditions Thélème.
- 2020 : Emportée de Paule du Bouchet, « La Bibliothèque des voix », éditions des femmes-Antoinette Fouque.
- 2021 : Du côté des Indiens d'Isabelle Carré, Audiolib.
- 2022 :
  - Bonhomme de neige Bonhomme de neige de Janet Frame, « La Bibliothèque des voix », éditions des femmes-Antoinette Fouque.
  - Billy Wilder et moi de Jonathan Coe, Écoutez Lire, Gallimard.
- 2023 : Le Jeu des si d'Isabelle Carré, « La Bibliothèque des voix », éditions des femmes-Antoinette Fouque.

## Publications
- Préface de l'ouvrage de l'artiste peintre-sculpteur Franck Ayroles, Mamans, Geste éditions, 2010, 165 p. (ISBN 978-2-84561-699-8)
- Les Rêveurs, Paris, Grasset, 2018, 304 p. (ISBN 978-2-246-81384-2)
- Cinquante pas dans l'allée, in Noces (ouvrage collectif), L'avant-scène théâtre, Collection des quatre-vents, 2019  (ISBN 978-2-7498-1444-5)
- Du côté des Indiens, Grasset, 2020, 352 p.  (ISBN 978-2-2468-2054-3), [présentation éditeur]
- Le jeu des si : roman, Paris/72-La Flèche, Grasset, 2022, 288 p. (ISBN 978-2-2468-3033-7)

## Discographie
- Le 30 mars 2009, sort le disque Madame aime dans lequel 14 comédiennes interprètent chacune une chanson française de leur choix. Isabelle Carré participe à l'album en interprétant Confidence pour confidence, le tube de Jean Schultheis de 1981[52].
- En 2013, Isabelle chante en duo avec son frère Benoit Carré le titre En commun sur l'album Celibatorium.

## Distinctions

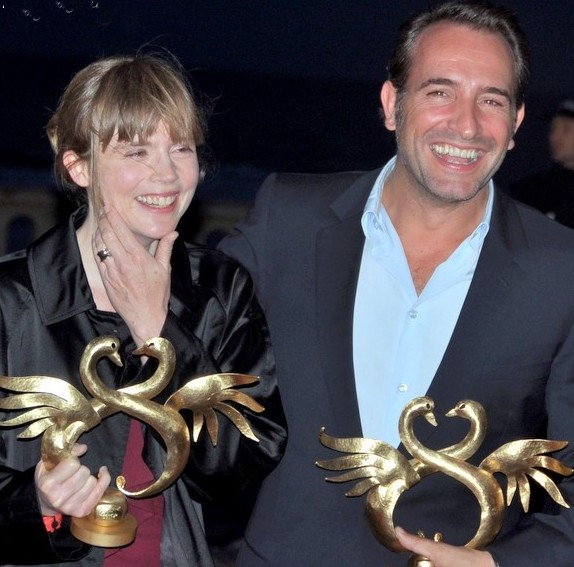
L'actrice au festival du film de Cabourg 2011, où elle est récompensée d'un Swan d'Or pour sa performance dans Les Émotifs anonymes. Le film lui vaudra aussi une nomination au César de la meilleure actrice.

### César du cinéma
| Année | Récompense              | Film                          | Résultat |
| ----- | ----------------------- | ----------------------------- | -------- |
| 1993  | Meilleur espoir féminin | Beau fixe                     | Nommée   |
| 1996  | Meilleur espoir féminin | Le Hussard sur le toit        | Nommée   |
| 1998  | Meilleur espoir féminin | La Femme défendue             | Nommée   |
| 2003  | Meilleure actrice       | Se souvenir des belles choses | Remporté |
| 2004  | Meilleure actrice       | Les Sentiments                | Nommée   |
| 2006  | Meilleure actrice       | Entre ses mains               | Nommée   |
| 2008  | Meilleure actrice       | Anna M.                       | Nommée   |
| 2011  | Meilleure actrice       | Les Émotifs anonymes          | Nommée   |

### Nuit des Molières

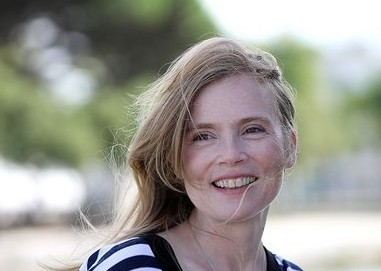
Isabelle Carré, présidente du jury du Festival de la Fiction TV à La Rochelle en 2016.

- Molières 1999 : Molière de la comédienne pour Mademoiselle Else
- Molières 2004 : Molière de la comédienne pour L'Hiver sous la table

#### Nominations
- Molières 1993 : Molière de la révélation théâtrale pour On ne badine pas avec l'amour
- Molières 2017 : Molière de la comédienne pour Honneur à notre élue
- Molières 2018 : Molière de la comédienne dans un spectacle de théâtre privé pour Baby
- Molières 2019 : Molière de la comédienne dans un spectacle de théâtre privé pour La Dégustation
- Molières 2020 : Molière de la comédienne dans un spectacle de théâtre public pour Détails
- Molières 2023 : Molière de la comédienne dans un spectacle de théâtre public pour La Campagne
- Molières 2025 : Molière de la comédienne dans un spectacle de théâtre privé pour La Serva Amorosa

### Décorations
- Officier de l'ordre des Arts et des Lettres Elle est promue au grade d’officier le 10 février 2016[53].

### Récompenses
- Prix Arletty de l'interprétation théâtrale 1993 pour Le mal court
- Prix Suzanne-Bianchetti 1994[54]
- Prix Gérard Philipe 1997 (meilleur comédien de théâtre)
- Prix Romy-Schneider 1998
- Lumières 2003 : Lumière de la meilleure actrice pour Se souvenir des belles choses
- Festival de la fiction TV de La Rochelle 2007 : Meilleure interprétation féminine pour Maman est folle[55]
- Étoiles d’or 2008 : premier rôle féminin français[56] pour Anna M. (ex æquo)
- Télé 7 jours 2008 : Prix du public de la meilleure comédienne des palmarès du Festival pour Maman est folle [57]
- Festival du film de Cabourg 2011 : Swann d'or de la meilleure actrice pour Les Émotifs anonymes
- Grand prix RTL-Lire 2018 pour Les Rêveurs
- Académie Charles-Cros 2019 : Coup de cœur Parole Enregistrée et Documents Sonores 2019 pour Les Rêveurs[58]
- Grand Prix Classique 2023 du livre audio par La Plume de Paon pour Bonhomme de neige Bonhomme de neige de Janet Frame[59]